# Camponotus alii
Camponotus alii é uma espécie de inseto do gênero Camponotus, pertencente à família Formicidae.

## Subespécies
- C. a. alii
- C. a. auresi
- C. a. concolor
- C. a. hoggarensis
- C. a. laurenti